# 지황
지황(地黃, 학명: Rehmannia glutinosa)은 열당과의 여러해살이풀로 중국이 원산지이다.
높이는 30cm 정도 되는데, 잎은 타원형으로 뿌리에서 나오고, 6-7월에 홍자색의 아름다운 꽃이 핀다. 뿌리는 보통 지황이라고 하여 생것을 생지황, 건조시킨 것을 건지황, 쪄서 말린 것을 숙지황이라고 한다. 한방에서 보혈제·강장제·해열제로 사용하며, 급성열병에는 생지황을, 만성 음허/혈소한 증상에는 건지황을 쓴다. 건지황을 초탄하면 지혈 효능이 생긴다. 숙지황은 십전대보탕의 재료로도 쓰이며, 노화방지 및 항산화 작용, 혈당 조절 및 당뇨 개선, 해독 작용, 숙변 제거 및 장기능 개선, 신진대사 촉진 및 기력 회복에 효과가 있다.

## 같이 보기
- 한약